# Lagringsring

Lagringsring för partikelfysik där elektroner och positroner lagras för att kollidera i den raka sträckan med detektorn.

En lagringsring är en typ av cirkulär partikelaccelerator i vilken elementarpartiklar eller joner som accelererats till relativistiska energier i en separat partikelaccelerator kan lagras. En mikrovågskavitet behövs för att tillföra precis den mängd energi som partiklarna förlorar genom synkrotronstrålning i avlänkningsmagneterna. Fördelen med lagringsringar gentemot andra typer av acceleratorer är just att partiklarna kan gå många varv. Detta är speciellt viktigt när syftet är att producera synkrotronstrålning, eftersom man då kan få en kontinuerlig och jämn strålningsproduktion.
I själva verket är lagringringar, som består av ett lufttomt rör där partiklarna hålls kvar i sin bana av ett magnetfält, aldrig cirkulära utan har polygon form. I varje hörn finns så kallade böjmagneter som styr och fokuserar elektronstrålen.

## Funktion
De nya partiklar, som bildas då strålen från en accelerator träffar ett strålmål, får så stor rörelseenergi att bara en ringa del av acceleratorenergin kan användas till produktion av dem, men om man låter två partikelstrålar mötas får de nya partiklarna låg hastighet så att den tillgängliga energin utnyttjas maximalt.
Partikelströmmen från acceleratorer är emellertid så liten att sannolikheten för kollisioner är försvinnande låg. Om man däremot samlar upp partiklar under lång tid i lagringsringar kan man få strömmar på tiotals ampere, vilket är fullt tillräckligt för kollisionsexperiment.